# اود (فرانسه)

اود (به فرانسوی: Aude) یازدهمین شهرستان فرانسه است. شهرستان اود در جنوب این کشور قرار دارد. این شهرستان زیرمجموعه ناحیه لانگدوک روسیون می‌باشد . مساحت این شهرستان ۶٬۱۳۹ کیلومتر مربع و جمعیت آن ۳۴۵٬۷۷۹ نفر است. این شهرستان از جهت شرق به دریای مدیترانه راه دارد.

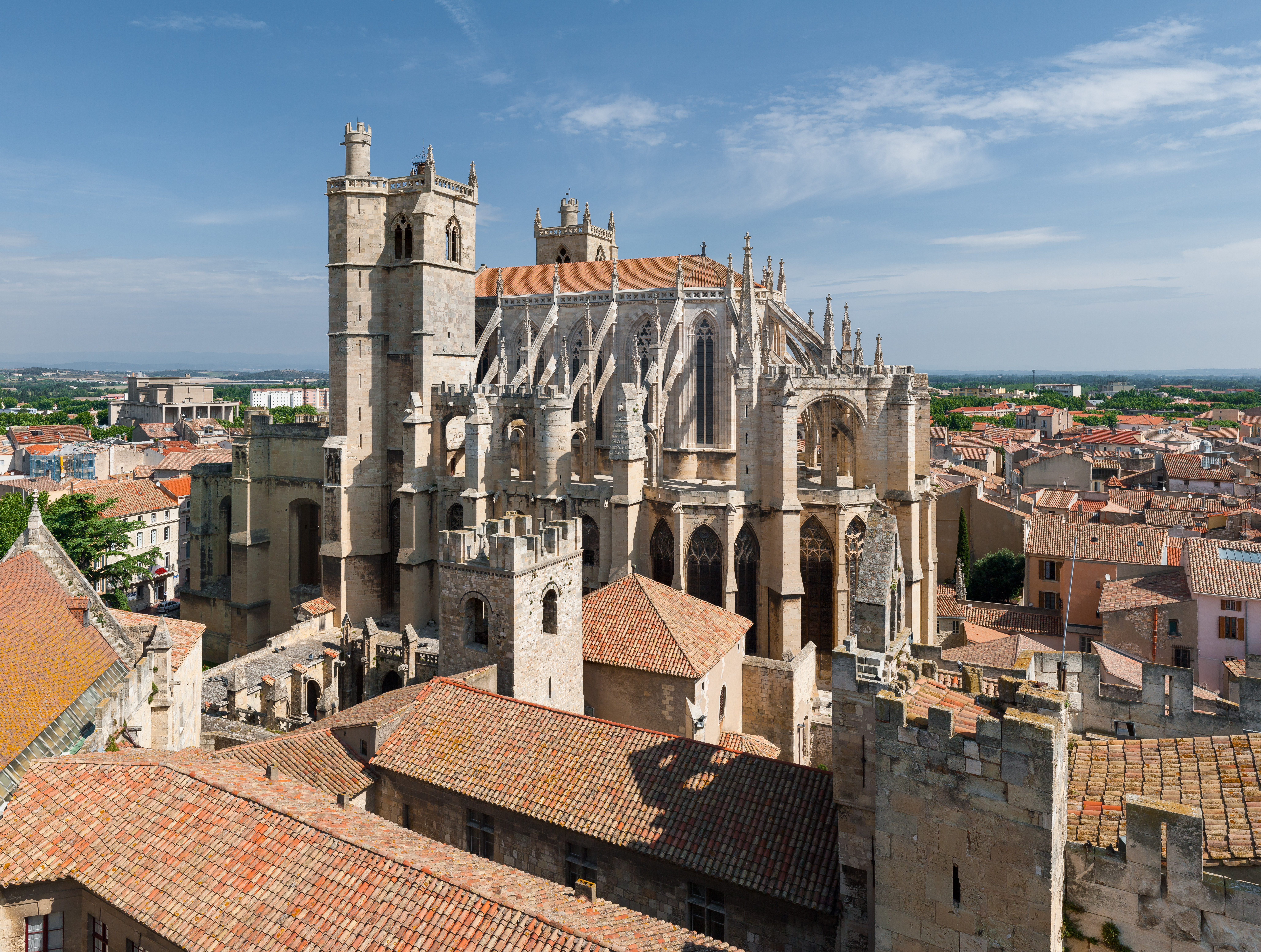
کلیسای جامع ناربون یک کلیسای کاتولیک رومی است که در شهر ناربون در اود فرانسه واقع شده‌است. این کلیسای جامع یک بنای تاریخی ملی است و به مقدسین یوستوس و پاستور تقدیم شده‌است.
این مکان مقر اسقف اعظم ناربون بود تا اینکه اسقف اعظم این منطقه در اسقف اعظم کارکاسون تحت توافق کنکوردات ۱۸۰۱ ادغام شد و این عنوان به اسقف اعظم تولوز منتقل شد. این کلیسا در سال ۱۸۸۶ یک کلیسای کوچک اعلام شد. در حال حاضر هم یک کلیسای جامع از اسقف نشین کارکاسون و ناربون است. این بنا که در سال ۱۲۷۲ آغاز شد، به دلیل ناتمام بودن آن مورد توجه قرار گرفته‌است.